# Wendy Carlos
Wendy Carlos (geboren als Walter Carlos; Pawtucket (Rhode Island), 14 november 1939) is een Amerikaanse componist en musicus. Carlos is vooral bekend vanwege haar pionierswerk op het gebied van elektronische muziek en synthesizers.

## Biografie
Carlos' muzikale opleiding nam een aanvang op zesjarige leeftijd toen ze op pianoles ging. Toen ze tien was, schreef ze haar eerste compositie "A Trio for Clarinet, Accordion, and Piano". Verder bezocht ze de Brown-universiteit, waar ze een natuurkunde- en musicologieopleiding deed; aan de Columbia-universiteit behaalde zij een master in musicologie. Daar was ze student bij Vladimir Ussachevsky, een pionier in de elektronische muziek. Na het behalen van de academische graad kwam ze in contact met Robert Moog en werd een van zijn eerste klanten, waardoor ze al testend hem de nodige tips kon geven om zijn Moog synthesizers te verbeteren en uit te breiden. In 1962 ging ze in New York wonen, waar ze rond 1966 Rachel Elkind ontmoette, die haar eerste albums zou produceren.
De eerste zes albums werden uitgebracht onder de naam Walter Carlos, ook al gebruikte ze inmiddels overigens haar vrouwennaam Wendy, die ze voorafgaand aan de geslachtsaanpassing al had laten registreren. In 1972 volgde de operatieve geslachtsaanpassing. De laatste opname die onder de naam Walter uitgebracht werd, was By request in 1975, de eerste als Wendy was Switched-On Brandenburgs in 1979. De eerste verschijning in het openbaar was in 1979, toen ze een interview gaf aan Playboy. Hiervan kreeg ze al snel spijt omdat er daarna erg veel onwelkome aandacht kwam voor haar persoonlijke leven, een lot dat andere transseksuelen delen. Op haar persoonlijke website spuide ze haar gal over de ranzigheid van deze aandacht en de behoefte aan privacy.

## Muzikale werk
Switched-On Bach (verwijzend naar de Duitse componist Johann Sebastian Bach) uit 1968 was na de werken van Kid Baltan de eerstvolgende keer dat met werk op een heel album werd gedemonstreerd dat de synthesizer een bruikbaar en geavanceerd muziekinstrument kan zijn, waaruit meer dan muzikale effecten te halen zijn. Een van de belangrijkste doelen die ze bereikte is om veel meer inzicht te verschaffen in de rol van de individuele stemmen in een complex muzikaal werk. Door deze stemmen met veel zorg ieder een onderscheidend muzikaal uiterlijk (timbre, klankverloop en plaats in de ruimte) te geven was ze in staat om meer dan ooit transparantie in de structuur van de compositie te bieden. Als een van de eerste gebruikers van de Moog-synthesizer pionierde Carlos met de nieuwe technologie, die met de toegepaste technieken en materialen van destijds moeilijk onder de knie te krijgen was. Synthesizers waren in die tijd monofoon, er kon maar één toon tegelijk worden gespeeld. De techniek van meersporenopnamen speelde daarom de hoofdrol in het tijdrovende project om de muziek voor dit album opgenomen te krijgen. Hiervoor ontwikkelde ze veel eigen technieken, zoals bijvoorbeeld click tracks, een soort metronoom die bij elke volgende partij die werd toegevoegd houvast bood voor het ritme van het geheel. Maar het effect was er ook naar: het werd het bestverkochte album volgens de Billboard Album Top 100 van 1969 en het eerste klassieke muziekalbum dat platina werd. Bovendien won Carlos drie Grammy Awards voor het album. In 1974 werd Switched-on Bach II uitgebracht.
De opvolger van het eerste album werd een album vol barokmuziek: The well-tempered synthesizer (een verwijzing naar Bachs werk 'das wohltemperierte Klavier') uit 1969. Hoewel ook dit album een bestseller werd, overtrof het niet de legendarische status van het voorgaande album. Het album bevat verder verfijnde synthesizeruitvoeringen van klassieke muziek.
Het album Sonic seasonings uit 1972 was een dubbelelpee waarvan vier lange tracks, één per kant, een muzikale impressie van een seizoen geeft. Er werd synthesizermuziek op gemixt met geluidsopnamen van dagelijkse geluiden alsmede opnamen uit de vrije natuur, waarmee een ambient effect bereikt werd. In feite was dit het eerste ambientalbum in de popgeschiedenis.
Ook in dat jaar componeerde en nam ze de soundtrack op van de film A Clockwork Orange van Stanley Kubrick. Hierin vertolkte zij haar versie van de Negende Symfonie van Beethoven. Voor het eerst werd bij deze opname gebruik gemaakt van een spectrum follower, het prototype van een vocoder. Zangeres en haar producer Rachel Elkind, wier gesynthetiseerde vocoderstem in deze filmscène is te horen, zong met haar stem de tekst voor het koor en de solozang in. 
Deze compositie werd door David Bowie in 1973 gebruikt als openingsthema in zijn film Ziggy Stardust and the Spiders from Mars. Enkele stukjes muziek uit de jaren 1970 zijn gebruikt in jingles van Radio Noordzee, een van de vele zeezenders uit die tijd. In Amerika zijn door de loop der jaren talloze reclames door haar van muziek voorzien.
In 1982 was ze verantwoordelijk voor de soundtrack van de Disney-animatiefilm Tron. Ze maakte ervoor gebruik van een orkest, koor, orgel en zowel analoge als digitale synthesizers. Helaas overleefde het oorspronkelijke concept de Disney-kantoren niet: een deel van de muziek werd vervangen door een song van Journey en een ander deel werd geknipt.
Digital moonscapes uit 1984 bestond als eerste uit geheel met digitale synthesizers geproduceerde muziek. Geknipte fragmenten uit de soundtrack van Tron werden erop verwerkt.
Op Beauty in the beast uit 1986 experimenteerde Carlos met het concept van reine stemming, waarvoor ze variabele instelschalen gebruikte die ze zelf geconstrueerd had. De werking bestond eruit dat er een grondtoon ingesteld werd, waarna alle toetsen herstemd werden tot louter intonatie-intervallen. Er zijn in totaal 144 mogelijke noten per octaaf te vormen: de 12 noten uit de chromatische toonladder maal 12 verschillende instellingen.
Secrets of Synthesis uit 1987 is een muzikaal college door Carlos. Ze gebruikt geluidsfragmenten uit eigen werk ervoor om uitleg te geven over onderwerpen die ze van belang vindt. Bepaald materiaal is prima bruikbaar als inleiding tot de synthese, ander materiaal, zoals over ho'quetus, is voor geoefende musici.
Begin van deze eeuw werden de meeste van haar opnamen geremasterd en op cd heruitgebracht; alle nu onder de naam Wendy Carlos. In 2005 kwam het dubbelalbum Rediscovering lost scores uit, waarop voorheen onuitgebracht materiaal verzameld was, zoals de soundtrack van de film The Shining, de nooit eerder uitgebrachte soundtrack van de film Woundings en voor de film weggeknipte delen van de soundtracks voor de films Tron en A Clockwork Orange.

## Discografie
(Albums uitgebracht gedurende de jaren 1968–1975 zijn oorspronkelijk uitgebracht onder de naam Walter Carlos. Heruitgaven en latere albums zijn uitgebracht onder de naam Wendy Carlos, kortweg W. Carlos.)
- Switched-On Bach (1968)
- The well-tempered synthesizer (1969)
- Sonic seasonings (1972)
- A Clockwork Orange (soundtrack) (1972)
- Switched-on Bach II (1974)
- By Request (1975)
- Switched-On Brandenburgs (1979)
- The Shining: score selections (soundtrack) (1980) (Zie ook: Recovering lost scores)
- Tron (soundtrack) (1982)
- Digital moonscapes (1984)
- Beauty in the beast (1986)
- Land of the midnight sun (1986) (heden verkrijgbaar op de heruitgave van Sonic seasonings)
- Secrets of synthesis (1987)
- Peter and the wolf (1988) (een bewerking van Peter en de wolf van Sergej Prokofjev, met medewerking van Weird Al Yankovic)
- Switched-On Bach 2000 (1992)
- Tales of heaven and hell (1998)
- Switched-On boxed set (1999)
- Rediscovering Lost Scores, volume 1 (2005) (The shining, A clockwork orange, Unicef)
- Rediscovering Lost Scores, volume 2 (2005) (The shining, Tron, Split second, Woundings)